# アトムの子ら
『アトムの子ら』（アトムのこら　原題：Children Of The Atom）は、アメリカの作家ウィルマー・H・シラスが書いたSF小説である。原子力研究所の事故に巻き込まれた両親を持つ、天才児たちの物語である。

## あらすじ
アメリカのカリフォルニア州に住む13歳のティモシー・ポールは、学校の成績は普通の少年だったが、公立図書館や州立図書館の全ての書籍を読破するほどの知能を持っていた。その能力に感づいた学校の先生によって、精神科医のウエルズ先生の診察を受けさせられた。だんだんと自分の秘密を見破られていくティモシーは、全てをウエルズ先生に打ち明けた。自分の能力は、原子力研究所の事故に関係しているのではないかということ、両親は自分が生まれてから亡くなったこと、などを。他にも同じような能力を持つ子供がいるかもしれないと考えた２人は、アメリカ全土の新聞と雑誌に広告を掲載した。その内容は暗号のようなものだったが、天才児ならば解けるはずである。それを見た何人かの少年少女から、連絡があった。他にもやはり天才児がいたのである。こうした子供たちを集めて、寄宿舎付きの新しい「学校」を造ることになった。「学校」に続々と集まってくる天才児たち。アトムの子らが平穏に暮らしていたある日、「学校」の存続を揺るがすような事件が起こった。

## 主な登場人物
- ティモシー・ポール - 本作の主人公で、愛称はティム。ペンネームで小説や評論を書いている少年。
- ピーター・ウエルズ - 精神科医でティモシーの能力を見つけた。「学校」の先生になる。
- エミリー・ペイジ - ティモシーの通うオークリー中学校の先生。「学校」の先生になる。
- エルシー・ランペス - ３歳のころから図書館に通っていた少女。精神病院に入院させられていた。
- マーク・フォクスウェル - 精神科医でエルシーの主治医。「学校」の先生になる。
- ジェイ・ワーシントン - ペンネームで伝記を書いている少年。
- ステラ・オーツ - ペンネームで詩や小説を書いている少女。
- フレッド - うその電話をして「学校」を混乱させたため、退校させられそうになった少年。
- ハーバート・デヴィス - 「学校」の創設者。ティモシーの祖父である。
- ミセス・デヴィス - ハーバートの妻。ティモシーの祖母である。
- トミー・マンディ - 民間の説教師。「学校」にいるのは怪物だと吹聴した。

## 書誌情報
- 『アトムの子ら』　小笠原豊樹訳、ハヤカワ文庫SF　SF447  1981年9月30日発行